# Nazran'
Nazrán' (in russo Назра́нь? anche traslitterata come Nazran; in inguscio Наьсара?, Näsara) è una città della Russia meridionale, centro maggiore della Repubblica di Inguscezia e sua capitale fino al 2002.

## Storia
Fondata nel XIX secolo, Nazran' ha ottenuto lo status di città nel 1967 ed è diventata la prima capitale inguscia nel 1991. Nel 2002 il titolo di capitale è passato nella nuova città di Magas e nel 2004 vi sono stati dei raid di guerriglia su larga scala da parte di un gruppo di ribelli ceceni ed ingusci, guidati da Šamil' Basaev.

## Geografia fisica
La città è capoluogo del distretto omonimo. Sorge nella parte centro-meridionale dell'Inguscezia, al confine con l'Ossezia-Alania, a circa 20 km dalla cittadina di Beslan, 40 da Vladikavkaz e circa 200 da Groznyj. Nella città è presente un mausoleo, monumento alle vittime dell'oppressione politica.

## Società

### Evoluzione demografica
| Anno | Abitanti |
| ---- | -------- |
| 1959 | 5.700    |
| 1970 | 12.900   |
| 1979 | 14.900   |

| Anno | Abitanti |
| ---- | -------- |
| 1989 | 18.246   |
| 1992 | 19.400   |
| 1996 | 71.900   |
|      |          |

| Anno | Abitanti |
| ---- | -------- |
| 2002 | 125.066  |
| 2005 | 128.776  |
| 2006 | 130.200  |

## Infrastrutture e trasporti
Si trova lungo la strada che da Rostov porta a Mahačkala, verso Baku; e conta una stazione sul medesimo tracciato ferroviario, interrotto nella tratta Nazran-Groznyj.
L'aeroporto che la serve è quello della vicina Magas.